# Smart Switch
Chronologie des versions
Samsung Kies
Smart Switch est une application gratuite lancée en 2015, offerte en version pour ordinateur ou pour mobile, servant à transférer des données de divers appareils à un appareil Galaxy de Samsung. Le transfert de données peut être effectué sans fil ou par le biais d’un connecteur USB. Smart Switch comprend aussi des fonctions de restauration et de sauvegarde, de synchronisation de données entre plusieurs appareils ainsi que de mises à jour logicielles avec la version pour ordinateur. Les fichiers transférés demeurent intacts sur l’appareil d’origine après le transfert. Au départ, Smart Switch a été conçu pour fonctionner avec le Samsung Galaxy S4, mais elle est mise à jour régulièrement pour transférer des fichiers aux tout nouveaux modèles Galaxy.
Smart Switch est compatible avec tous les appareils Galaxy récents, en partant du S2 jusqu’aux modèles actuels. Les appareils Galaxy S7 et S8 sont dotés de Smart Switch préalablement installé, sans icône pour l’application. Smart Switch a fait l’objet d’évaluations très positives dans l’ensemble, avec bon nombre d’utilisateurs trouvant l’interface conviviale et facile à utiliser.

## Caractéristiques
Smart Switch fonctionne avec Android, BlackBerry, iOS et Windows Mobile. Contenu pouvant être transféré de n’importe lequel de ces systèmes d’exploitation :
- Contacts ;
- Agenda ;
- Photos ;
- Documents ;
- Vidéos ;
- Musique.

Contenu pouvant être transféré de certains de ces systèmes d’exploitation :
- Messages vocaux ;
- Alarmes ;
- Historique des appels ;
- Signets ;
- Mots de passe et configurations Wi-Fi ;
- Applications ;
- Liste des applications installées ;
- Divers autres paramètres[4].

L'interface permet à l’utilisateur de choisir précisément ce qui doit être transféré.
D’autres périphériques Android compatibles incluent : HTC, LG, Sony, Huawei, Lenovo, Motorola, PANTECH, Panasonic, Kyocera, NEC, SHARP, Fujitsu, Xiaomi, Vivo, Oppo, Coolpad (DazenF2), RIM (priv), YotaPhone, ZTE (Nubia Z9), Gionee, Lava, MyPhone (My28s), Cherry Mobile, et Google (Pixel).
Les exigences techniques pour la version mobile sont les suivantes :
- Matérielles : Séries Galaxy/Note/Tab plus récentes que le Galaxy S2 ;
- Logicielles : Système d'exploitation Android version 4.0 ou supérieure ;
- Exigences en termes de résolution d'écran : WVGA (800×480) ou supérieur.